# Love Foolosophy
Love Foolosophy is een nummer van de Britse funk- en acid jazzband Jamiroquai uit 2002. Het is de derde single van hun vijfde studioalbum A Funk Odyssey.
"Love Foolosophy" gaat over een man die misleidt en bedrogen wordt door zijn vrouw. De man blijft echter toch bij de vrouw, aangezien zijn beeld vertekend is omdat hij van haar houdt. Het nummer werd een bescheiden hit in Europa. In het Verenigd Koninkrijk bereikte het de 14e positie. Minder succes had het in het Nederlandse taalgebied; met in Nederland een 12e positie in de Tipparade, en in Vlaanderen een 9e positie in de Tipparade.